# Charles de Gaulle (philatélie)
Pour les articles homonymes, voir Charles de Gaulle (homonymie).
Le général français Charles de Gaulle est apparu sur les timbres-poste de nombreux pays en tant qu'acteur de la Seconde Guerre mondiale et à partir de 1958, comme président de la République française.

## Pendant la Seconde Guerre mondiale

### Les timbres de la France libre
Dans toutes les colonies françaises ralliées au général de Gaulle, les timbres-poste furent surchargés « France libre » ou d'une légende similaire. Dans le cas du Cameroun, territoire sous mandat confié à la France par la Société des Nations, la surcharge fut celle de la date de ralliement à la France libre. Par la suite, chacune des colonies ralliées fit l'objet d'une émission de timbres à des types définitifs dessinés par l'artiste Edmond Dulac, qui tous incluaient la mention « France libre ». Mais jamais, en aucun cas, et à la différence de Pétain, de Gaulle n'accepta de figurer sur l'un des timbres émis dans les territoires soumis à son autorité.

### Les timbres de la Libération
À la libération, de nombreux timbres de Pétain furent surchargés, dans des conditions plus ou moins régulières, de la mention « R.F. » ou  (et) de croix de Lorraine. Mais là non plus aucun timbre à l'effigie du général de Gaulle ne fut émis.

### Les pseudo-timbres de la résistance
Mais les Allemands et les autorités de Vichy ne purent empêcher des résistants de fabriquer, en France, des figurines d'allure postale, ou des timbres apocryphes portant l'effigie du général de Gaulle entre juillet 1940 et août 1944.
Vers la fin de 1942, ou le début de 1943, à Nice, Robert Thirin grave un feuillet de neuf timbres de 1,50 FRF marron, en y remplaçant l'effigie du maréchal Pétain par celle de Charles de Gaulle. Ils furent imprimés par Georges Fonat et dentelés par mademoiselle Houde. Thirin mourut aux mains de la Gestapo le 3 février 1943.
Entre mai 1943 et le début de 1944, à Marseille, des résistants ont obtenu des feuilles neuves du même 1,50 FRF marron Pétain. Sur la case blanche séparant la feuille en deux, ils imprimèrent des 1,50 FRF marron à l'effigie de De Gaulle, avec la mention « République française » et les dentelèrent. Grâce à la complicité de postiers, ces figurines ont pu affranchir des lettres, et sont alors fort recherchées.
Pendant l'été 1944, des vignettes de propagande à l'effigie de De Gaulle et de la croix de Lorraine furent diffusées sur du courrier parisien censé émaner des Forces françaises de l'intérieur (FFI).
Cette utilisation de timbres apocryphes de propagande est apparentée à l'opération américaine en territoire allemand du début de 1945, l'opération Corn Flakes.

## Apparitions de Charles de Gaulle sur les timbres, en temps de paix

### Premier timbre
Le premier timbre représentant Charles de Gaulle est émis le 15 juin 1946 au Nicaragua, sur un timbre commémorant la conférence de Casablanca de 1943. Il fait partie d'une série de six timbres en hommage au président Roosevelt. Ce timbre représente la célèbre image des quatre dirigeants alliés : Roosevelt, Churchill, et les généraux français Giraud et de Gaulle.

### En France
En France, en raison de la tradition de ne pas timbrifier une personne de son vivant, les premiers timbres en hommage à de Gaulle sont émis le 9 novembre 1971 pour l'anniversaire de sa mort. Formant une bande de cinq dessinés par Georges Bétemps, et gravés par Pierre Béquet (2e et 3e) et Eugène Lacaque (1er et 4e) :
- portrait en général,
- le général à Brazzaville en 1944,
- le général descendant l'avenue des Champs-Élysées à Paris en 1944,
- et le portrait en costume officiel de président de la République.
- Et une vignette centrale : croix de Lorraine et couleur du drapeau tricolore.

Par la suite, outre des timbres relatifs à certains de ses actes (appel du 18 juin 1940, etc.), l'effigie de Charles de Gaulle est apparue sur les émissions d'hommage suivantes :
- inauguration du mémorial de Colombey-les-Deux-Églises, 20 juin 1977.
- 25e anniversaire du traité d'amitié franco-allemand de 1963 (portraits de De Gaulle et de Adenauer), émission conjointe avec la République fédérale d'Allemagne, 15 janvier 1988.
- 100e anniversaire de sa naissance, 26 février 1990.
- 50e anniversaire de la victoire du 8 mai 1945, 1995.
- 120e anniversaire de la naissance de Félix Éboué, 18 octobre 2004. Le timbre de Marc Taraskoff comprend dans l'arrière-plan du portrait le profil du général de Gaulle, rappelant le rôle de M. Éboué dans la libération de la France.